# NGC 6706
NGC 6706 est une galaxie lenticulaire vue par la tranche et située dans la constellation du Paon. Sa vitesse par rapport au fond diffus cosmologique est de 3 832 ± 21 km/s, ce qui correspond à une distance de Hubble de 56,5 ± 4,0 Mpc (∼184 millions d'al). NGC 6706 a été découverte par l'astronome britannique John Herschel en 1836.
À ce jour, une mesure non basée sur le décalage vers le rouge (redshift) donne une distance d'environ 47,100 Mpc (∼154 millions d'al). Cette valeur est à l'extérieur des valeurs de la distance de Hubble. Notons que c'est avec la valeur moyenne des mesures indépendantes, lorsqu'elles existent, que la base de données NASA/IPAC calcule le diamètre d'une galaxie et qu'en conséquence le diamètre de NGC 6706 pourrait être d'environ 41,0 kpc (∼134 000 al) si on utilisait la distance de Hubble pour le calculer.

## Groupe de d'IC 4753
Selon A. M. Garcia NGC 6706 fait partie du groupe d'IC 4753. Ce groupe de galaxies renferme au moins dix membres, dont IC 4753, IC 4764 et IC 4767.